# Bill Owen
Bill Owen, születési nevén William John Owen Rowbotham (Acton, Middlesex, Egyesült Királyság, 1914. március 14. – Westminster, London, 1999. július 12.) brit (angol) színpadi és filmszínész, dalszerző, komikus. Legismertebb szerepe Compo Simmonite alakítása a yorkshire-i televízió (YTV) A bor nem válik vízzé sorozatában, 27 éven keresztül, 1972-től haláláig, 1999-ig. Szerepelt a korai Folytassa-filmekben is. Fia, Tom Owen szintén színész.

## Élete

### Származása
Londoni munkáscsaládban született, apja erősen baloldali világnézetű villamosvezető volt. Fia, William is szimpatizált a munkásmozgalommal, később aktív politikai aktivistává vált.
A második világháborúban Owen a Brit Királyi Haderő műszaki ellátó szolgálatánál (Ordnance Corps) szolgált, kiképzés közben egy robbanástól meg is sebesült, de felgyógyult.

### Színészi pályája
A háború után színészmesterségre adta magát, első kis filmszerepeit 1945-ben kapta, a Tökéletes idegenek és a The Way to the Stars filmekben, még Bill Rowbotham néven. 
Az 1950-es évek végén bekerült Gerald Thomas első Folytassa-filmjeibe. Szerepelt a Folytassa, őrmester!, a Folytassa, nővér!, a Folytassa tekintet nélkül! és a Folytassa, taxisofőr! címűekben. Szerepet kapott Lindsay Anderson több filmjében, így Malcolm McDowell és Ralph Richardson mellett A szerencse fiában (1973) és Alan Bates mellett az Ünnepség-ben (1974). Bekerült több televíziós sorozatba is.
A filmezéssel párhuzamosan az 1960-as évek sikeres dalszerzőként is működött, ő írta az 1968-as Marianne című dalt Cliff Richardnak. Tony Russell zeneszerzővel együttműködve írta The Matchgirls című musicalt, amely a londoni Bryant & May gyufagyárban dolgozó nők és gyermekmunkások 1888-es sztrájkjára emlékezett. 1964-ben a londoni West Enden Spike Milligannel alkotott humoristapárost.
Hírneve akkor szökött magasra, amikor a yorkshire-i televízió (YTV) beválogatta az 1973-ban elindított A bor nem válik vízzé (Last of the Summer Wine) című televíziós sorozatába, William „Compo” Simmonite szerepére. Kisnyugdíjas munkásembert alakított, akit uraskodó szereplőtársai (akiket Michael Bates, Brian Wilde, Michael Aldridge és Frank Thornton játszanak) koszos munkákra fogadnak fel és rövidítenek meg. Owen haláláig, 1999-ig szerepelt, 26 év alatt 186 epizódban jelent meg. A sorozat Owen halála után is folytatódott egészen 2010-ig. Ez volt a filmtörténelem leghosszabb ideig sugárzott vígjáték-sorozata. Owen a sorozat jelképévé vált, a közönség kedvence lett, a szerep sikere egész életművét meghatározta.
1977-ben kitüntették a Brit Birodalom Rendjével (MBE)

### Politikai aktivitása
Owen a Brit Munkáspárt aktív támogatója volt. Peter Sallis színész, aki Owennel együtt játszott a A bor nem válik vízzé-ben, egy 2009-es interjúban elmondta, hogy Owen baloldali nézetei olyan mértékben szemben álltak másik színésztársuk, Michael Bates erősen jobboldali világnézetével, hogy vitáik majdnem meghiúsították a sorozat megvalósítását.
1985-ben Owen egyik alapítója volt a Keep Sunday Special nevű társadalmi mozgalomnak, amely a nagy bevásároló központok vasárnapi nyitvatartásának korlátozását tűzte ki célul.

### Magánélete, elhunyta
Owen kétszer nősült, először 1946-ban Edith Stevensont vette feleségül, két gyermekük született, köztük Tom Owen színész (1949). 1946-ban elváltak, 1977-ben Owen feleségül vette Kathleen O’Donoghue-t, aki haláláig vele maradt.
1999 elején hasnyálmirigyrákot állapítottak meg nála. Életének utolsó napjáig dolgozott, 1999. július 12-én hunyt el, éppen annak a Kathy Staff színésznőnek születésnapján, aki A bor nem válik vízzé-ben „Compo” nagy szerelmét, Norát játszotta. Egy kis West Yorkshire-i falu, Upperthong templomának kertjében temették el, a tévésorozat évtizedes színhelye, Owen szeretett Holmfirth városa közelében. Amikor sorozatbeli színésztársa, Peter Sallis 2017-ben elhunyt, őt az Owen melletti helyre temették.

## Főbb filmszerepei
- 1945: Tökéletes idegenek (Perfect Strangers), névtelen
- 1945: The Way to the Stars, „Nobby” Clarke (Bill Rowbotham néven)
- 1949: Once a Jolly Swagman, Lag Gibbon
- 1949: Diamond City, Pinto
- 1951: Sherlock Holmes, tévésorozat, Lestrade felügyelő
- 1956: Robin Hood kalandjai (The Adventures of Robin Hood), tévésorozat, Mark
- 1958: Folytassa, őrmester! (Carry On Sergeant), Bill Copping tizedes
- 1959: Folytassa, nővér! (Carry On Nurse), Percy „Perc” Hickson
- 1961: A Pokoltüze klub (The Hellfire Club), Martin
- 1961: Folytassa tekintet nélkül! (Carry On Regardless), Mike Weston
- 1961: On the Fiddle, Gittens tizedes
- 1963: Taxi!, tévésorozat, Fred Cuddell
- 1963: Folytassa, taxisofőr! (Carry On Cabby), Smiley „Vigyori” Sims,
- 1964: A vörös halál álarca (The Masque of the Red Death), férfi táncos
- 1966: Georgy Girl, Ted Parkin
- 1966: Donegal vitézlő ura (The Fighting Prince of Donegal), Powell katonatiszt
- 1968: Treasure Island, tévésorozat, Billy Bones
- 1971: Coronation Street, tévésorozat, Charlie Dickinson
- 1971: Shirley a riporter (Shirley’s World), tévésorozat, Joe Burns
- 1973: A szerencse fia (O Lucky Man!), Barlow főfelügyelő / Carding felügyelő
- 1975: Ünnepség (In Celebration), Mr. Shaw
- 1976: Hupikék törpikék és a csodafurulya (La flûte à six schtroumpfs), angol hang
- 1981: Utolsó látogatás (Brideshead Revisited), tévésorozat, Lunt
- 1982: Meghökkentő mesék (Tales of the Unexpected), tévésorozat, The Moles epizód, Mr. Meakins
- 1990: A szolgálólány meséje (The Handmaid’s Tale), tévébemondó
- 1973–2000: A bor nem válik vízzé (), tévésorozat, 186 epizód, William „Compo” Simmonite